# Blastus brevissimus
Blastus brevissimus är en tvåhjärtbladig växtart som beskrevs av Chieh Chen. Blastus brevissimus ingår i släktet Blastus och familjen Melastomataceae. Inga underarter finns listade i Catalogue of Life.